# Малі Карпати

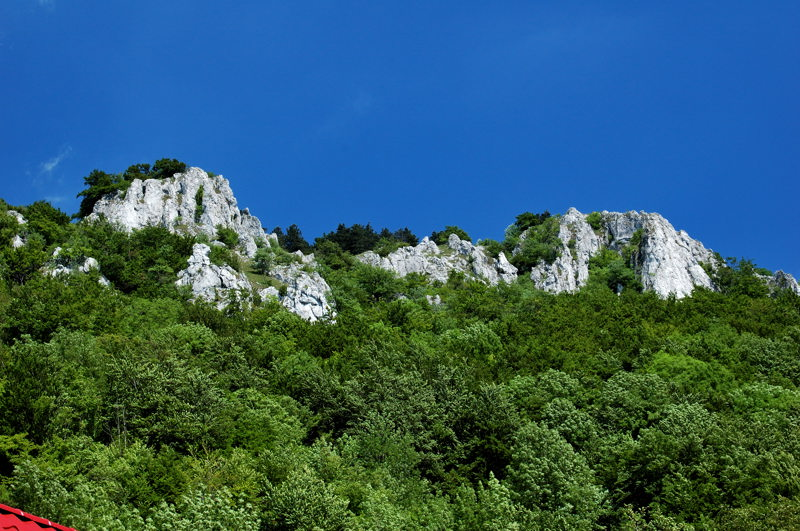
Кршлениця

Малі́ Карпа́ти — гірський масив в Словаччині, частина гірської системи Карпат.
Масив простягається з північного сходу на південний захід, від Білих Карпат до річки Дунай, між долинами річок Морава на заході та Ваг на сході. На півночі хребет переходить безпосередньо в Білі Карпати. Найвища точка — 768 м (г. Заруби). На південному краї розташована столиця країни — Братислава.

## Гідрографія
Протікають
- Виврат[1]
- Врбовец[2]
- Главіна[3]
- Дубовський потік[4]
- Обуховський потік[5]
- Рогожницький потік[6]
- Цінторінський потік[7]
- Ясеньовий потік[8]